# Videocon Group
Videocon Industries Limited — індійський багатонаціональний конгломерат зі штаб-квартирою в Мумбаї. Група має 17 виробничих майданчиків в Індії, заводи в материковому Китаї, Польщі, Італії, Мексиці та лідерів компаній у Японії, Франції, США, Південній Кореї, Великій Британії, Швейцарії, Австралії, Норвегії, Бразилії, Канаді, Маврикії, Непалі, Іспанія, Португалія, Росія, Панама, Болівія, Польща, Естонія, Швеція, Перу, Фінляндія, Чилі, Німеччина, Австрія, Греція, Нова Зеландія, Близький Схід, Нідерланди, Ірландія, Індонезія, Філіппіни, Папуа-Нова Гвінея, Мадагаскар, ПАР, Сенегал, Кот-д'Івуар, Ангола та Гана. Це був третій за величиною виробник фотокамер у світі. Група — це глобальний конгломерат у розмірі 5,5 млрд. Доларів США. У своєму портфоліо Videocon має різні торгові марки.

## Перші роки
У 1985 році компанія Nandlal Madhavlal Dhoot, що базується в Аурангабаді, заснувала і включила Videocon International з метою виробництва 1 телевізійного телевізора на рік. «Videocon став першою компанією, яка випустила кольорові телевізори в Індії», — стверджує Анірудд Дхут, онук засновника (син Венугопала Дхута) і нинішній директор Videocon.

## Корпоративний профіль
Основними напрямками діяльності групи Videocon є побутова електроніка та побутова техніка. Вони диверсифікувались на такі сфери, як DTH, енергетика та розвідка нафти.

### Побутова електроніка
В Індії група продає споживчі товари, такі як кольорові телевізори, пральні машини, кондиціонери, холодильники, мікрохвильові печі та багато інших побутових приладів, завдяки стратегії мультибренду з найбільшою мережею продажів та обслуговування в Індії.
З моменту виходу корейських Chaebols та їх зростаючої популярності на індійському ринку, Videocon з точки зору лідера ринку спостерігає повільне падіння і стає ні. 3 гравці в Індії. Компанія продовжує успішно працювати в сегменті пральних машин та холодильників.

### Мобільні телефони
У листопаді 2009 року Videocon запустив нову лінійку мобільних телефонів. Відтоді Videocon випустив низку мобільних телефонів, починаючи від основних кольорових FM-телефонів і закінчуючи пристроями Android високого класу. У лютому 2011 року Videocon Mobile Phones запустив досі невідому концепцію «нульового» паїсу (1 пайза — це 100-та одиниця 1 індійської рупії) в секунду, в комплекті SIM-карт мобільних послуг Videocon для 7 моделей своїх телефонів.
У липні 2015 року Videocon Mobiles запустив власний флагманський смартфон Videocon Infinium Z51 + в Індії.
7 червня 2016 року Videocon Mobile запустив свій новий смартфон «Videocon Cube3 V50290» в Індії. Він включає такі функції, як 12,7 см (5 дюймів) екран з 5 точками дотику, сенсорне вигнуте скло Dragontrail X 2.5D, чотириядерний 64-розрядний процесор, підтримка розумних жестів, акумулятор 3000 мАг, ОС Android 6.0 Marshmallow, 4G з VoLTE, задня 13MP + 5-мегапіксельна фронтальна камера зі світлодіодним спалахом.
Videocon Petroleum має 25 % акцій нафтового родовища Равва, яке експлуатується Керн Індія в штаті Андхра-Прадеш.

### Придбання відділу CPT компанії Thomson SA
Videocon придбав компанію з кольорових труб (CPT) у компанії Thomson S.A., Франція, яка має виробничі потужності в Польщі, Італії, Мексиці та Китаї, а також підтримку дослідницьких та дослідно-конструкторських робіт у 2005 фінансовому році.

## Падіння компанії
Компанія повідомила про збитки за останні десять кварталів поспіль та визнала провадження у справі про неспроможність.

### Суперечка з шахрайством з позиками ICICI
4 жовтня 2018 року Чанда Коххар, колишня доктор медичних наук та генеральний директор ICICI Bank, повинна була відступити зі своєї позиції після звинувачень у корупції при санкціонуванні позик Videocon. Серед розслідувань, пов'язаних з поганими позиками Videocon, правління ICICI Bank змусило її взяти безстрокову відпустку. Центральне бюро розслідувань назвало Чанду Коххар та її чоловіка Діпака Коххара бенефіціарами фінансових шахрайств. Венугопал Дхут, промоутер Videocon, шахрайським шляхом перерахував частину позики, отриманої від ICICI Bank, підприємству Коххарів після того, як Chanda Kochhar, Sandeep Bakhshi став штатним керуючим директором та генеральним директором ICICI Bank.

## Підніміться ще раз
Videocon — це міжнародна торгова марка, яка має потужності в Індії та є лідерами компаній у 39 регіонах світу, які придбали в 2022 році завдяки корейським Chaebols.